# Кияк, Григорий Степанович
Кияк Григорий Степанович (3 января 1910, г. Винники возле Львова, Польша — 30 декабря 1987 года, Львов) — выдающийся учёный и педагог в области аграрной науки, доктор сельскохозяйственных наук, профессор, член-корреспондент Академии наук УССР, заслуженный деятель науки УССР, заведующий кафедрой растениеводства и луговодства (1947—1987 гг.); общественный деятель, избирался депутатом Верховного Совета СССР III и IV созывов и депутатом Львовского областного совета народных депутатов.

## Детство и школьные годы
Детство и школьные годы проходили в зажиточной крестьянской семье Степана и Марии Кияков. В семье было восемь детей. Родители всем дали специальное образование. С детства Григорий помогал убирать в хозяйстве. Ещё с прадедов у Кияков была пасека, и он также полюбил пчел, сам ухаживал за небольшой пасекой до конца жизни.

## Обучение
В 1930 г. окончил государственную украинскую гимназию во Львове, а в 1934 г. — полеводческо-лесной факультет Львовской политехники в Дублянах, получив специальность инженера-агронома. После окончания студий устраивается внештатным ассистентом классификатора почв при кафедре агрохимии и почвоведения полеводческо-лесной факультет Львовского политехнического института.
Изучал почвы и сельское хозяйство Западной Украины — от Полесья до Карпат. Собранный материал использует для составления карты почв запада Украины.

## Путь: от ассистента до профессора
С 1936 г. занимает должность ассистента научно-исследовательской станции по освоению болот в г. Сарны Ровенской области. Работает над проблемой рационального сельскохозяйственного использования низинных болот и торфяников. В 1939 г. защитил во Львовском политехническом институте диссертационную работу на тему «Влияние сельскохозяйственных культур и севооборотов на химические и физические свойства низинного торфяника» и получил научную степень доктора технических наук. Защитил докторат на полеводческо-лесном факультете Львовского политехнического института.
С 1940 г. — доцент кафедры растениеводства агрономического факультета Львовского политехнического института. В период немецкой оккупации (1941-1944 гг.) — преподаватель растениеводства и луговодства на специализированных сельскохозяйственных курсах в Дублянах. Сохранил от вывоза в Германию ценный посевной материал — 200 местных форм и сортов сельскохозяйственных культур.
В 1942 г. был избран действительным членом Научного общества им. Шевченко (математико-естественно-врачебной секции). В 1944 г., после освобождения Львова от гитлеровской оккупации, заведует кафедрой общего земледелия и растениеводства Львовского политехнического института.
В 1945 г. ВАК Министерства высшего образования СССР на основании защищённого Польши доктората присуждает Г. С. Кияку учёная степень кандидата сельскохозяйственных наук и присваивает учёное звание доцента.
В 1949 г. присвоено учёное звание профессора, а в 1951 г. избран членом-корреспондентом Академии наук УССР.
В 1956 г. в Харьковском сельскохозяйственном институте успешно защитил докторскую диссертацию на тему «Яровая пшеница в западных областях УССР» с присуждением учёной степени доктора сельскохозяйственных наук. Неутомимую научную работу, педагогическую работу учёный совмещал с работой по совместительству заведующего отдела растениеводства Института агробиологии Академии наук УССР.
В 1964 г. Ему присвоено почётное звание «Заслуженный деятель науки УССР». Был членом сельскохозяйственной секции Комитета по Государственным премиям УССР в области науки и техники при Совете Министров УССР.
Он взрастил высокоурожайные сорта: пшеницы яровой Дублёнка — 4 и Новоподольское, пшеницы озимой Галицкая, ржи озимой Львовское, рапса озимого Дублянский и рапса ярового Львовский, бобов кормовых Коричневые тому подобное.
Рапс сорта Дублянский — один из первых в СССР, районирован в 17-ти областях различных почвенно-климатических зон — от западных областей до Дальнего Востока. Созданы сорта сельскохозяйственных культур, характерные высокой производительностью и занимавшие большие площади, в основном в западных областях Украины.
Много лет учёный уделял значительное внимание изучению рационального использования торфяников.
В 1970 г. Президиум Академии наук УССР за цикл работ в области растениеводства, селекции и луговодства наградил Г. С. Кияка премией им. В. Я. Юрьева. Значительное внимание уделял воспитанию студентов, повышению квалификации специалистов разного уровня. Подготовил 30 кандидатов сельскохозяйственных наук, четыре из которых стали докторами, один — академиком ВАСХНИЛ.

## Научная деятельность
Григорий Кияк — автор около 200 научных работ по вопросам растениеводства, луговодства, селекции и охраны природы, в том числе учебников, учебных пособий, восьми монографий, брошюр и статей. Особого внимания заслуживает учебник «Луговодство» для студентов сельскохозяйственных ВУЗОВ, который переиздавали четыре раза. Учебник «Растениеводство» переиздавали пять раз.

## Награды
Орден Трудового Красного Знамени, орден Ленина, медали «За трудовую доблесть», «За доблестный труд», почётная грамота Президиума Верховного Совета УССР, большая золотая медаль и четыре бронзовые медали ВДНХ СССР.